# Drom
Drom ry je udruženje za kreativnu kulturu i umjetnost osnovano 1976. godine. Zadaća udruženja je promicanje dijaloga između Finske i međunarodne zajednice kroz umjetnost i kulturnu politiku.
Predsjednik udruženja Drom ry je njegov osnivatelj, pisac i kulturni djelatnik Veijo Baltzar. Baltzar je poznat kao svestran umjetnik i društveni radnik kao i pionir zagovornik multikulturalnosti. Korijeni Udruge Drom datiraju još iz 1976. godine kada je g. Veijo Baltzar osnovao prvo i jedino profesionalno cigansko kazalište Drom u nordijskim zemljama. Kazalište je aktivno nastupilo u Finskoj i inozemstvu ukupno 15 godina.
Drom ry se bavi produkcijom u području kazališta, likovne umjetnosti, izložbene djelatnosti, književnosti, glazbe, te priređuje seminare, konferencije i tečajeve. Kroz organizaciju multimedijalnih i interdisciplinarnih događaja u zemlji i inozemstvu, udruženje nastoji utjecati na političare i društvene čimbenike koji mogu i žele graditi multikulturalnu Europu.
Strategijska skupina koju je 2009. osnovao Drom ry postala je važna poluga za ostvarivanje njegovih ciljeva. Članovi te skupine su Veijo Baltzar, bivši finski premijer Paavo Lipponen, MEP Liisa Jaakonsaari, članovi finskog parlamenta Pekka Haavisto, Ilkka Kanerva i Outi Alanko-Kahiluoto, profesor multikulturalnog odgoja Fred Dervin, Olli Saarela, te upravitelj Aleksandrovog kazališta Reima Jokinen.
Najveći kapital Drom ry-a leži i porijeklu i iskustvu njezinog upravitelja. Dubinsko poznavanje ciganske kulture, kozmopolitizam, kao i multimedijalnost i interdisciplinarnost djelovanja Drom ry-a daju mu dodatnu europsku vrijednost.

## Veijo Baltzar: Izložba "Miranda – holokaust Roma"
Autor izložbe je Veijo Baltzar, romski književnik i umjetnik, a bazira se na životnoj priči Mirande, Romkinje iz Slovačke, koja je za razliku od svoje obitelji uspjela preživjeti zatočeništvo u koncentracijskom logoru. Kroz kolaž fotografija koje prikazuju tipičan romski život, ali i romsku umjetnost te patnju u koncentracijskim logorima, izložba donosi šokantnu, ali i stiliziranu priču o romskoj djevojčici Mirandi, o njezinom putu kroz Drugi svjetski rat i preživljavanje Auswitcha.
Izložba je od 2012. do danas putovala po Finskoj, a početak njene međunarodne turneje ujedno je i početak međunarodnog putujućeg projekta Kroz Mirandine oči 2017. – 2018. u sklopu kojega se izložba i organizira, a za ostvarenje kojega je Drom dobio sredstva iz EU programa Europa za građane te iz švedskog i norveškog kulturnog fonda. Izložba Miranda – holokaust Roma govori o tihom genocidu Roma za vrijeme Drugog svjetskog rata. Tijekom turneje po Finskoj razgledalo ju je oko milijun posjetitelja. Ta je turneja uključila i njen postav u Nacionalnom muzeju Finske od 2013. do 2014. godine. Projekt je privukao veliku pozornost djelomično i zbog činjenice da je riječ o prvoj izložbi o holokaustu Roma čiji su autori sami Romi.
Otvorenje međunarodne turneje izložbe Miranda – holokaust Roma upriličeno je 15. veljače ove godine u finskom Kulturnom centru Espoo dok je svečanim otvorenjem 11. svibnja 2017. u estonskom Muzeju okupacije u Talinu te 15. svibnja 2017. u latvijskom Muzeju geta u Rigi i službeno počela njezina međunarodna turneja. Izložbu je u Talinu otvorio potpredsjednik estonskog parlamenta Enn Eesmaa, a u Rigi njen gradonačelnik Nils Ushakovs.
Cilj projekta Kroz Mirandine oči je potaknuti međukulturalni dijalog te na primjeru holokausta Roma obnoviti podučavanje o europskoj povijesti. Miranda predstavlja Anu Frank Roma, kao i nov te inovativni način postavljanja izložbi koji je ujedno i međunarodni brand. Projekt je privukao veliku pozornost djelomično i zbog činjenice da je riječ o prvoj izložbi o holokaustu Roma čiji su autori sami Romi. Tijekom projekta izložba će obići 19 država te će se postaviti u ustanovama različitih profila. Osim Finske, Estonije, Latvije i Hrvatske, izložbu će, tako, tijekom 2017. i 2018. godine ugostiti Albanija, Argentina, Belgija, Češka, Danska, Francuska, Island, Mađarska, Norveška, Njemačka, Rumunjska, Rusija, Slovačka, Švedska, Ukrajina te Velika Britanija.
Međunarodnu putujuću izložbu Miranda – holokaust Roma, u organizaciji finske Kreativne udruge za umjetnost i kulturu DROM i Nacionalne i sveučilišne knjižnice u Zagrebu, otvorio je u četvrtak, 29. lipnja 2017. godine u velikom predvorju Nacionalne i sveučilišne knjižnice u Zagrebu izaslanik predsjednice Republike Hrvatske saborski zastupnik Veljko Kajtazi. Pozdravne će riječi na svečanom otvaranju putila je dr. sc. Tatijana Petrić, glavna ravnateljica Nacionalne i sveučilišne knjižnice u Zagrebu, Nj. E. Timo Rajakangas, veleposlanik Republike Finske u Republici Hrvatskoj, dr. sc. Ivica Poljičak, državni tajnik u Ministarstvu kulture Republike Hrvatske, mr. sc. Hrvoje Šlezak, državni tajnik u Ministarstvu znanosti i obrazovanja Republike Hrvatske te dr. sc. Irena Petrijevčanin Vuksanović, saborska zastupnica i izaslanica predsjednika Hrvatskog sabora. O izložbi je govorio g. Veijo Baltzar, autor izložbe i predsjednik udruge DROM, a službeno je otvorio saborski zastupnik Veljko Kajtazi, saborski zastupnik i izaslanik predsjednice Republike Hrvatske. Ulomke romske glazbe izveo je kvartet DUDA 2 te finski ansambl Ludvig XIV.
Izložba je u Republici Hrvatskoj organizirana pod pokroviteljstvom Hrvatskoga sabora, a podršku njenoj organizaciji pružili su Ministarstvo kulture Republike Hrvatske te Veleposlanstvo Republike Finske. Ostaje otvorena do 31. kolovoza 2017.
Izložba će svoj vrhunac doživjeti u proljeće 2018. godine kada će biti postavljena u Europskom parlamentu u Bruxellesu.